# EPROM
Törölhető, és programozható ROM (Erasable Programmable Read-Only Memory). A memóriába írt tartalom ultraibolya (UV) fénnyel törölhető, majd a memória újraírható. 

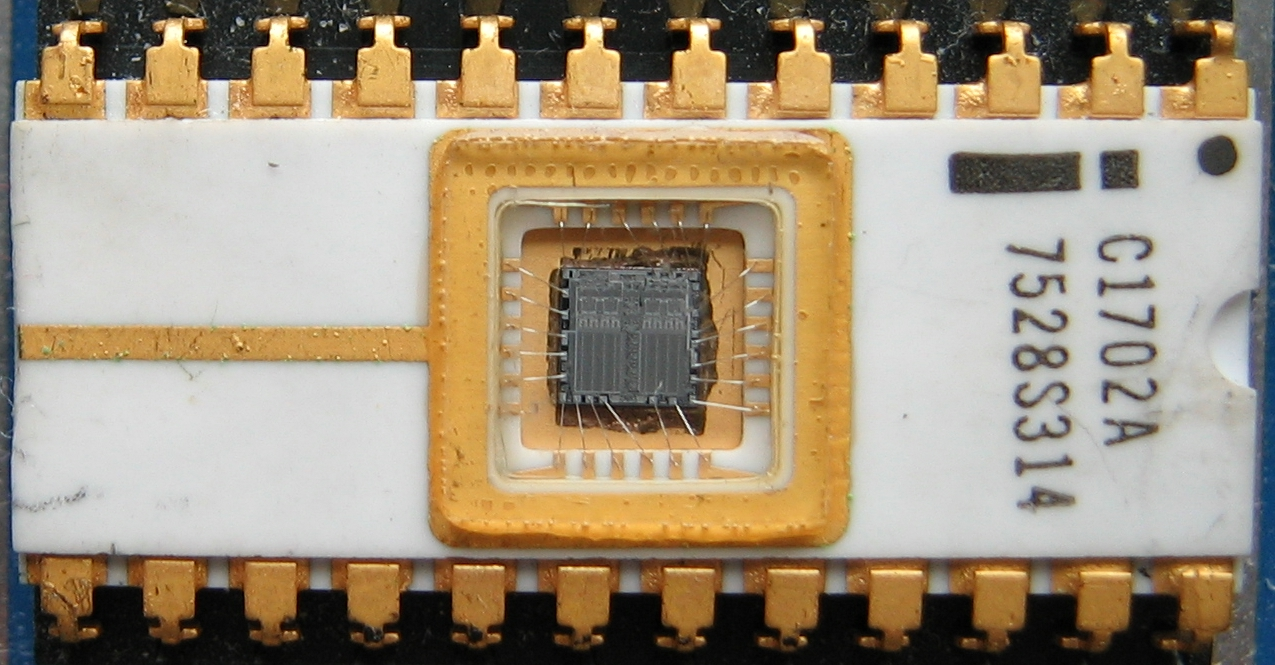

Memóriamodul, amelynek tartalmát megírása után – a PROM memóriához hasonlóan – nem lehet módosítani, de a teljes modul tartalma törölhető, amely után – korlátos alkalommal – ismét új tartalom írható bele.
Az EPROM egységek gyakorlatilag a PROM és ROM biztonságát nyújtják a bennük tárolt adatok felülírásával szemben, miközben szükség esetén lehetővé teszik a modulok újrahasznosítását is.
A klasszikus EPROM memóriák törléséhez ultraibolya fényre van szükség, így ahhoz mindenképpen a befoglaló eszközből történő kiszerelésre van szükség.
Ennél egyszerűbb az EEPROM memóriák törlése, amely elektromos úton történhet.